# Río Quinto
Pour les articles homonymes, voir Quinto.
Le Río Quinto, également appelé Río Popopis, est une rivière d'Argentine qui coule dans la région de la Pampa, sur le territoire des provinces de San Luis et de Córdoba. 

## Géographie
Il naît en province de San Luis dans la Sierra de San Luis, sierra assez humide qui occupe le centre-nord de la province, et court du nord-est au sud-ouest. Il se forme par la confluence du río El Trapiche venu du sud-ouest et du río Grande venu du nord, au niveau du barrage La Florida. De là, il se dirige vers le sud-est, et grossit par l'apport d'une série de petites rivières et de ruisseaux, presque tous nés dans cette sierra. Au niveau du Paso de las Carretas, il forme le lac de retenue du barrage homonyme, et reçoit en rive gauche son dernier tributaire, le río del Rosario. Maintenant son orientation générale nord-ouest/sud-est, il arrive dans la vaste plaine pampéenne et baigne la ville de Villa Mercedes. Peu après, il pénètre dans le sud de la province de Córdoba, qu'il parcourt d'ouest en est.
En fin de parcours, il forme une vaste zone humide, fort variable en étendue, et dans laquelle il se perd, les  Bañados de la Amarga.
Il présente son débit maximal en été, suivant en cela le rythme saisonnier des précipitations. Il a des crues violentes et soudaines.
Certaines années de fortes précipitations, ses eaux sont trop puissantes pour être absorbées par ces marécages, qu'il dépasse et fait irruption dans la vaste Pampa. Il divague alors, sans lit précis, dans le nord de la province de Buenos Aires pour se jeter, dans la région de Junín, dans le Río Salado de Buenos Aires, qui lui-même déverse ses eaux dans l'Atlantique au niveau de la baie de Samborombón. Sa longueur passe de ce fait de 375 à 878 km.

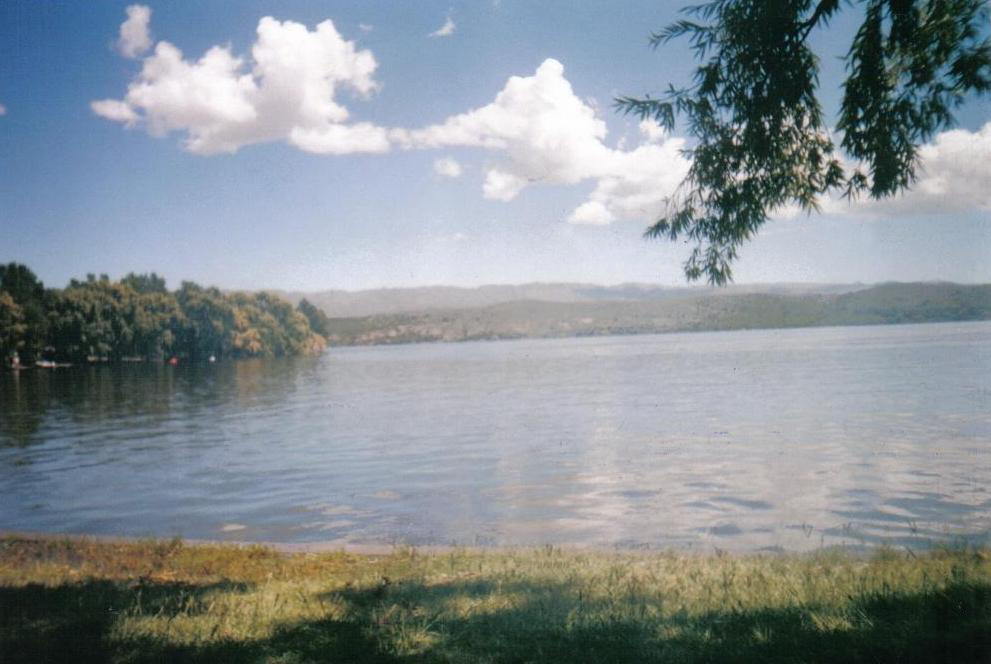
Vue du lac de barrage La Florida, point de départ du río Quinto proprement dit.

## Villes traversées
- Villa Mercedes, seconde agglomération importante de la province de San Luis

## Hydrologie
Le río Quinto a un régime de type pluvial et généralement permanent, avec un débit maximal pendant les mois d'été. 

### Hydrométrie - Les débits mensuels à Villa Mercedes
Les débits de la rivière ont été observés sur une période de 4 ans (1949-1952) à la station hydrométrique de Villa Mercedes, et ce pour une superficie prise en compte de 4 500 km2, soit la totalité du bassin utile, c'est-à-dire donnant lieu à un écoulement. 
À Villa Mercedes, le débit annuel moyen ou module observé sur cette période était de 3,23 m3/s .
La lame d'eau écoulée dans le bassin atteint ainsi le chiffre très modeste de 22,7 millimètres par an.